# Estados Unidos en los Juegos Olímpicos
Estados Unidos en los Juegos Olímpicos está representado por el Comité Olímpico y Paralímpico Estadounidense, creado en 1894 y reconocido por el Comité Olímpico Internacional en el mismo año.
Ha participado en 29 ediciones de los Juegos Olímpicos de Verano, su primera presencia tuvo lugar en Atenas 1896. El país ha obtenido un total de 2768 medallas en las ediciones de verano: 1104 de oro, 878 de plata y 786 de bronce.
En los Juegos Olímpicos de Invierno ha participado en todas las ediciones (24 en total). El país ha conseguido un total de 330 medallas en las ediciones de invierno: 114 de oro, 121 plata y 95 de bronce.
Este país fue anfitrión de los Juegos Olímpicos de Verano en cuatro ocasiones: San Luis 1904, Los Ángeles 1932, Los Ángeles 1984 y Atlanta 1996, y de los Juegos de Invierno en cuatro ocasiones: Lake Placid 1932, Squaw Valley 1960, Lake Placid 1980 y Salt Lake City 2002. Además será la sede de los Juegos Olímpicos de Verano 2028, en la ciudad de Los Ángeles.

## Medallero

### Por edición
| Evento              | Oro  | Plata | Bronce | Total |
| ------------------- | ---- | ----- | ------ | ----- |
| Atenas 1896         | 11   | 7     | 2      | 20    |
| París 1900          | 19   | 14    | 15     | 48    |
| San Luis 1904       | 79   | 83    | 82     | 244   |
| Londres 1908        | 23   | 12    | 12     | 47    |
| Estocolmo 1912      | 25   | 19    | 19     | 63    |
| Amberes 1920        | 41   | 27    | 27     | 95    |
| París 1924          | 45   | 27    | 27     | 99    |
| Ámsterdam 1928      | 22   | 18    | 16     | 56    |
| Los Ángeles 1932    | 41   | 32    | 30     | 103   |
| Berlín 1936         | 24   | 20    | 12     | 56    |
| Londres 1948        | 38   | 27    | 19     | 84    |
| Helsinki 1952       | 40   | 19    | 17     | 76    |
| Melbourne 1956      | 32   | 25    | 17     | 74    |
| Roma 1960           | 34   | 21    | 16     | 71    |
| Tokio 1964          | 36   | 26    | 28     | 90    |
| México 1968         | 45   | 28    | 34     | 107   |
| Múnich 1972         | 33   | 31    | 30     | 94    |
| Montreal 1976       | 34   | 35    | 25     | 94    |
| Moscú 1980          | –    | –     | –      | –     |
| Los Ángeles 1984    | 83   | 61    | 30     | 174   |
| Seúl 1988           | 36   | 31    | 27     | 94    |
| Barcelona 1992      | 37   | 34    | 37     | 108   |
| Atlanta 1996        | 44   | 32    | 25     | 101   |
| Sídney 2000         | 37   | 24    | 32     | 93    |
| Atenas 2004         | 36   | 39    | 26     | 101   |
| Pekín 2008          | 36   | 38    | 38     | 112   |
| Londres 2012        | 48   | 26    | 30     | 104   |
| Río de Janeiro 2016 | 46   | 37    | 38     | 121   |
| Tokio 2020          | 39   | 41    | 33     | 113   |
| París 2024          | 40   | 44    | 42     | 126   |
| TOTAL               | 1104 | 878   | 786    | 2768  |

| Evento                      | Oro | Plata | Bronce | Total |
| --------------------------- | --- | ----- | ------ | ----- |
| Chamonix 1924               | 1   | 2     | 1      | 4     |
| Sankt-Moritz 1928           | 2   | 2     | 2      | 6     |
| Lake Placid 1932            | 6   | 4     | 2      | 12    |
| Garmisch-Partenkirchen 1936 | 1   | 0     | 3      | 4     |
| Sankt-Moritz 1948           | 3   | 4     | 2      | 9     |
| Oslo 1952                   | 4   | 6     | 1      | 11    |
| Cortina d'Ampezzo 1956      | 2   | 3     | 2      | 7     |
| Squaw Valley 1960           | 3   | 4     | 3      | 10    |
| Innsbruck 1964              | 1   | 2     | 4      | 7     |
| Grenoble 1968               | 1   | 5     | 1      | 7     |
| Sapporo 1972                | 3   | 2     | 3      | 8     |
| Innsbruck 1976              | 3   | 3     | 4      | 10    |
| Lake Placid 1980            | 6   | 4     | 2      | 12    |
| Sarajevo 1984               | 4   | 4     | 0      | 8     |
| Calgary 1988                | 2   | 1     | 3      | 6     |
| Albertville 1992            | 5   | 4     | 2      | 11    |
| Lillehammer 1994            | 6   | 5     | 2      | 13    |
| Nagano 1998                 | 6   | 3     | 4      | 13    |
| Salt Lake City 2002         | 10  | 13    | 11     | 34    |
| Turín 2006                  | 9   | 9     | 7      | 25    |
| Vancouver 2010              | 9   | 15    | 13     | 37    |
| Sochi 2014                  | 9   | 9     | 10     | 28    |
| Pyeongchang 2018            | 9   | 8     | 6      | 23    |
| Pekín 2022                  | 9   | 9     | 7      | 25    |
| TOTAL                       | 114 | 121   | 95     | 330   |

### Por deporte
| Evento              | Oro  | Plata | Bronce | Total |
| ------------------- | ---- | ----- | ------ | ----- |
| Atletismo           | 361  | 282   | 229    | 872   |
| Baloncesto          | 28   | 2     | 4      | 34    |
| Béisbol             | 1    | 1     | 2      | 4     |
| Boxeo               | 50   | 27    | 41     | 118   |
| Break dance         | 0    | 0     | 1      | 1     |
| Ciclismo            | 20   | 24    | 22     | 66    |
| Deportes ecuestres  | 11   | 24    | 20     | 55    |
| Escalada            | 0    | 2     | 1      | 3     |
| Esgrima             | 6    | 12    | 19     | 37    |
| Fútbol              | 5    | 2     | 2      | 9     |
| Gimnasia            | 42   | 45    | 41     | 128   |
| Golf                | 6    | 3     | 5      | 14    |
| Halterofilia        | 17   | 17    | 14     | 48    |
| Hockey sobre hierba | 0    | 0     | 2      | 2     |
| Judo                | 2    | 4     | 8      | 14    |
| Juego de palma      | 1    | 0     | 0      | 1     |
| Karate              | 0    | 0     | 1      | 1     |
| Lacrosse            | 0    | 1     | 0      | 1     |
| Lucha               | 56   | 45    | 39     | 140   |
| Natación            | 265  | 195   | 151    | 611   |
| Natación artística  | 5    | 3     | 2      | 10    |
| Pentatlón moderno   | 0    | 6     | 3      | 9     |
| Piragüismo          | 6    | 6     | 7      | 19    |
| Polo                | 0    | 1     | 1      | 2     |
| Remo                | 34   | 32    | 25     | 91    |
| Roque               | 1    | 1     | 1      | 3     |
| Rugby               | 2    | 0     | 1      | 3     |
| Saltos              | 49   | 47    | 46     | 142   |
| Skateboarding       | 0    | 2     | 3      | 5     |
| Sóftbol             | 3    | 2     | 0      | 5     |
| Surf                | 2    | 0     | 0      | 2     |
| Taekwondo           | 3    | 2     | 6      | 11    |
| Tenis               | 21   | 7     | 13     | 41    |
| Triatlón            | 1    | 2     | 2      | 5     |
| Tira y afloja       | 1    | 1     | 1      | 3     |
| Tiro                | 58   | 34    | 29     | 121   |
| Tiro con arco       | 14   | 11    | 10     | 35    |
| Vela                | 19   | 23    | 20     | 62    |
| Voleibol            | 4    | 4     | 6      | 14    |
| Vóley playa         | 7    | 2     | 2      | 11    |
| Waterpolo           | 3    | 5     | 5      | 13    |
| TOTAL               | 1104 | 877   | 785    | 2766  |

| Evento                  | Oro | Plata | Bronce | Total |
| ----------------------- | --- | ----- | ------ | ----- |
| Bobsleigh               | 8   | 11    | 9      | 28    |
| Combinada nórdica       | 1   | 3     | 0      | 4     |
| Curling                 | 1   | 0     | 1      | 2     |
| Esquí acrobático        | 11  | 13    | 9      | 33    |
| Esquí alpino            | 17  | 21    | 10     | 48    |
| Esquí de fondo          | 1   | 2     | 1      | 4     |
| Hockey sobre hielo      | 4   | 12    | 2      | 18    |
| Luge                    | 0   | 3     | 3      | 6     |
| Patinaje artístico      | 17  | 16    | 21     | 54    |
| Patinaje de velocidad   | 30  | 22    | 19     | 71    |
| Patinaje en pista corta | 4   | 7     | 9      | 20    |
| Salto en esquí          | 0   | 0     | 1      | 1     |
| Skeleton                | 3   | 4     | 1      | 8     |
| Snowboard               | 17  | 8     | 10     | 35    |
| TOTAL                   | 114 | 122   | 96     | 332   |